# Villa Simonetta
Villa Simonetta è una villa rinascimentale situata a Milano in via Stilicone 36, edificata alla fine del XV secolo e poi più volte ampliata e ristrutturata. Oggi la villa è di proprietà comunale ed è sede della Civica Scuola di Musica "Claudio Abbado".

## Storia

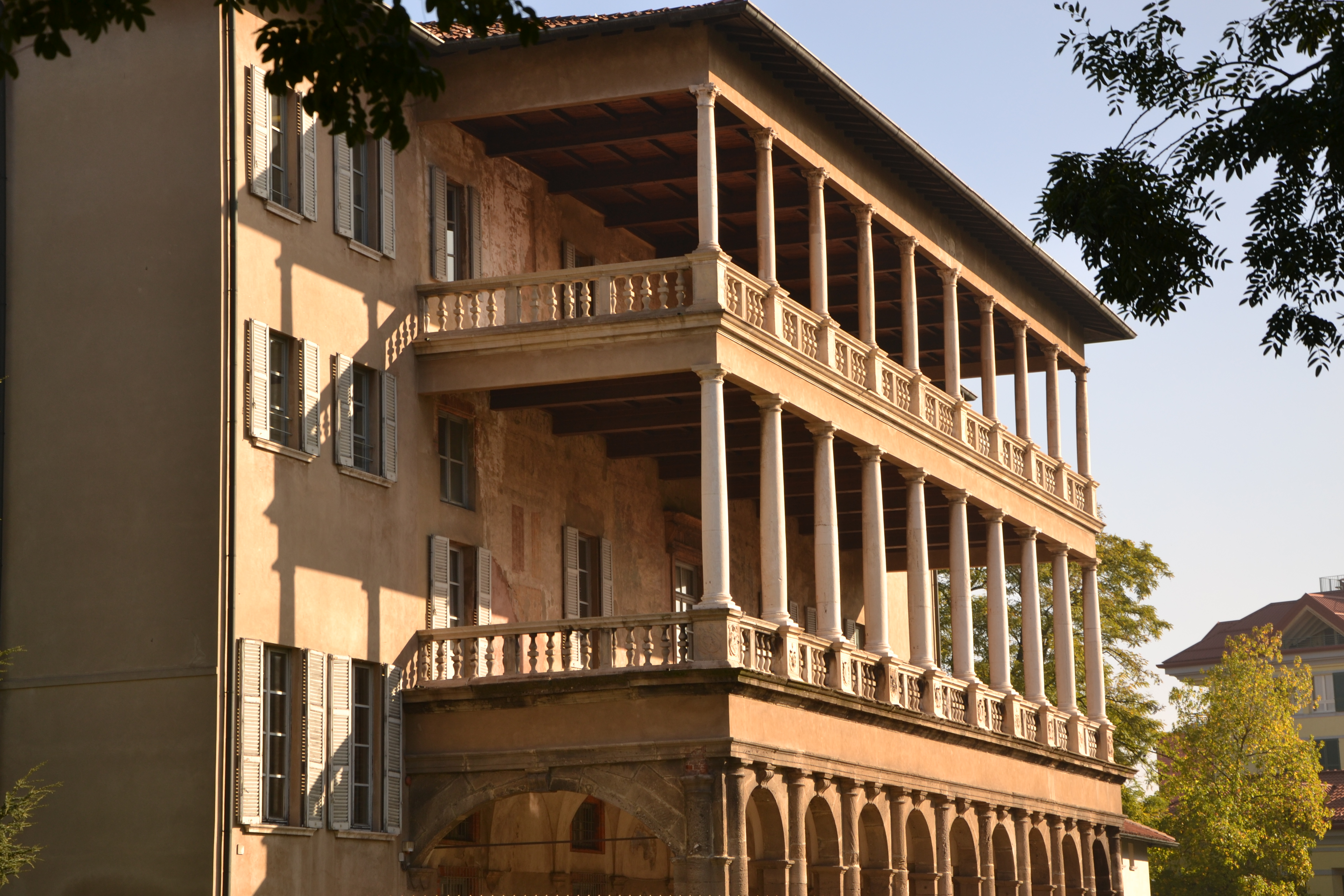
Particolare della loggia sulla facciata principale

Il nucleo principale della villa, a pianta rettangolare, fu edificato fra la fine del XV secolo e l'inizio del XVI per volere di Gualtiero Bascapè, cancelliere di Ludovico il Moro, che aveva acquistato il terreno (allora fondo agricolo in aperta campagna) dall'Ospedale Maggiore. Bescapé visse nella villa, allora denominata "La Gualtiera", solo per due anni, prima di morire. Dopo la sua morte la villa passò di mano, appartenendo fra l'altro alla famiglia Rabia; negli stessi decenni sono documentati (per esempio nel 1531) lavori di ampliamento e ristrutturazione. Nel 1544 la proprietà fu venduta a Gian Paolo Cicogna, e in seguito acquisita dal governatore di Milano Ferrante I Gonzaga.
Nel 1547 Gonzaga affidò all'architetto pratese Domenico Giuntalodi il compito di ristrutturare la villa e di ampliarla, trasformandola in una lussuosa residenza di rappresentanza. Fu Giunti a introdurre le ali laterali (e quindi l'attuale pianta a U) e il portico in facciata. Nel 1555, quando Gonzaga venne richiamato in Spagna, la villa passò alla famiglia Simonetta, diventando uno degli edifici più prestigiosi della Milano di epoca barocca. Seguirono altri passaggi di proprietà, che fra il XVII e il XIX secolo portarono Villa Simonetta nelle mani di diverse famiglie, fra cui i Castelbarco, i Clerici e gli Osculati.
L'aspetto di Villa Simonetta nel XVIII secolo è documentato dal trattato Ville di delizia o sieno palagi camparecci nello stato di Milano del 1726, in cui si legge:
(Marc'Antonio Dal Re, Ville di delizia o sieno palagi camparecci nello stato di Milano, 1726)

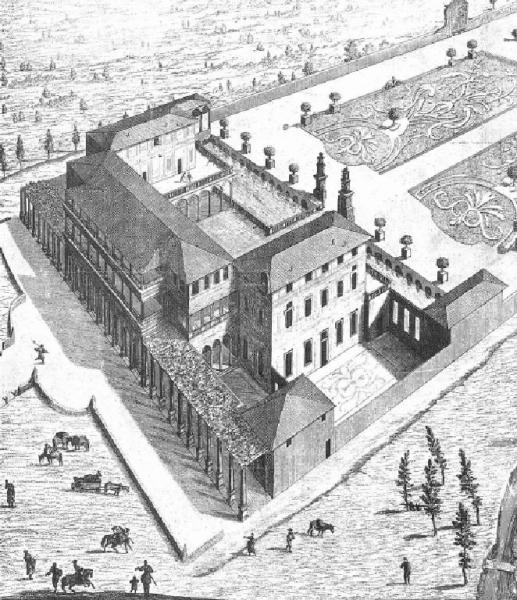
Marc'Antonio Dal Re, Incisione da Ville di delizia nello Stato di Milano, 1726

Sempre nel testo di Dal Re si trovano incisioni che mostrano l'aspetto della villa, ma che sono oggi giudicate in parte non attendibili: mostrano, per esempio, ulteriori loggiati la cui esistenza è stata messa seriamente in dubbio dalle opere di restauro avvenute negli anni sessanta.
Agli inizi del XIX secolo la villa appartenne alla "Compagnia della teppa", un gruppo di giovani nobili dediti a goliardia e libertinaggio, e acquisisce il nomignolo di villa dei balabiott (dal milanese, la "villa di quelli che ballano nudi"). Nel 1836 diventò un ospedale per malati di colera; questo diede inizio alla sua decadenza, accelerata alla fine del secolo dalla costruzione della ferrovia in prossimità del giardino. I successivi cambiamenti della destinazione d'uso testimoniano che l'abitazione non era più considerata "luogo di delizie": venne infatti adibita a fabbrica di candele, officina meccanica, casa operaia, caserma, falegnameria e osteria.
Durante la Seconda guerra mondiale, a causa della vicinanza degli scali ferroviari, la villa subì un pesante bombardamento, che ne distrusse la facciata. Il restauro alla forma originale è stato iniziato nel 1959 dal comune, e proseguito negli anni sessanta. Nello stesso periodo è stata messa in atto una bonifica della zona.

## Descrizione

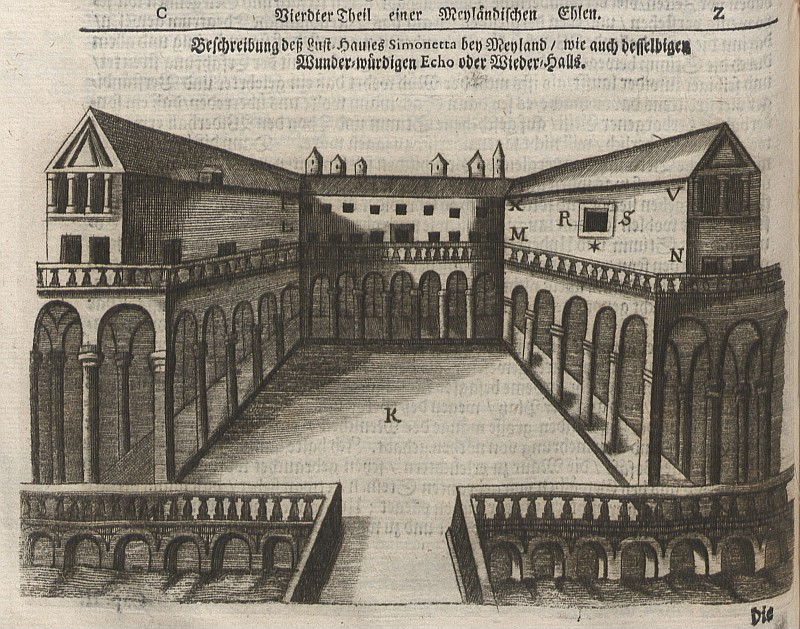
Villa Simonetta in un'incisione tedesca del XVII secolo

Al corpo principale della villa, rettangolare come accennato, furono aggiunte già nel XVI secolo due ali laterali porticate che conferirono alla villa l'attuale pianta a U. Sempre del XVI secolo, ma successivo alle ali, è il loggiato colonnato applicato alla facciata.
La pianta a U si apre in direzione del giardino. La facciata di stile classicheggiante, comprende un portico a nove arcate, con volta a botte, sorretto da pilastri adornati da semicolonne in stile toscano e poggianti su basamenti quadrati. Il portico è sovrastato da due ordini di logge con balaustre, l'uno con colonne toscane e l'altra con colonne con capitelli corinzi.
Il lato orientato verso il giardino, opposto alla facciata, è più semplice; alle due estremità, all'ultimo piano, le pareti esterne si aprono in due loggiati simmetrici. 
Tutta la villa era originariamente affrescata con dipinti raffiguranti le imprese dei Gonzaga, di cui si conservano solo alcuni frammenti.